# Martin County (Indiana)
Martin County is een county in de Amerikaanse staat Indiana.
De county heeft een landoppervlakte van 871 km² en telt 10.369 inwoners (volkstelling 2000). De hoofdplaats is Shoals.

## Bevolkingsontwikkeling

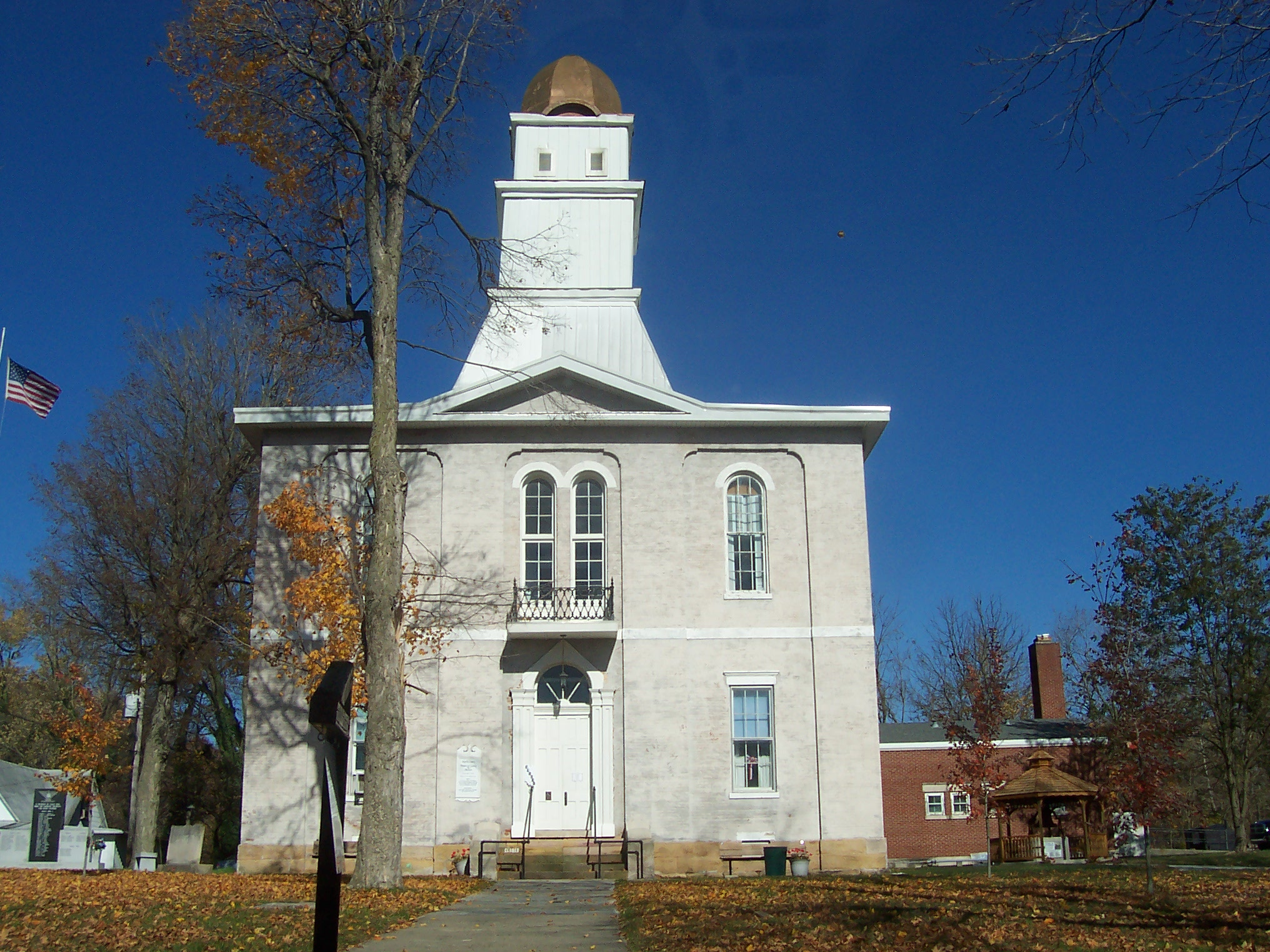
Martin County Courthouse